# Tuning World Bodensee

Logo der Tuning World

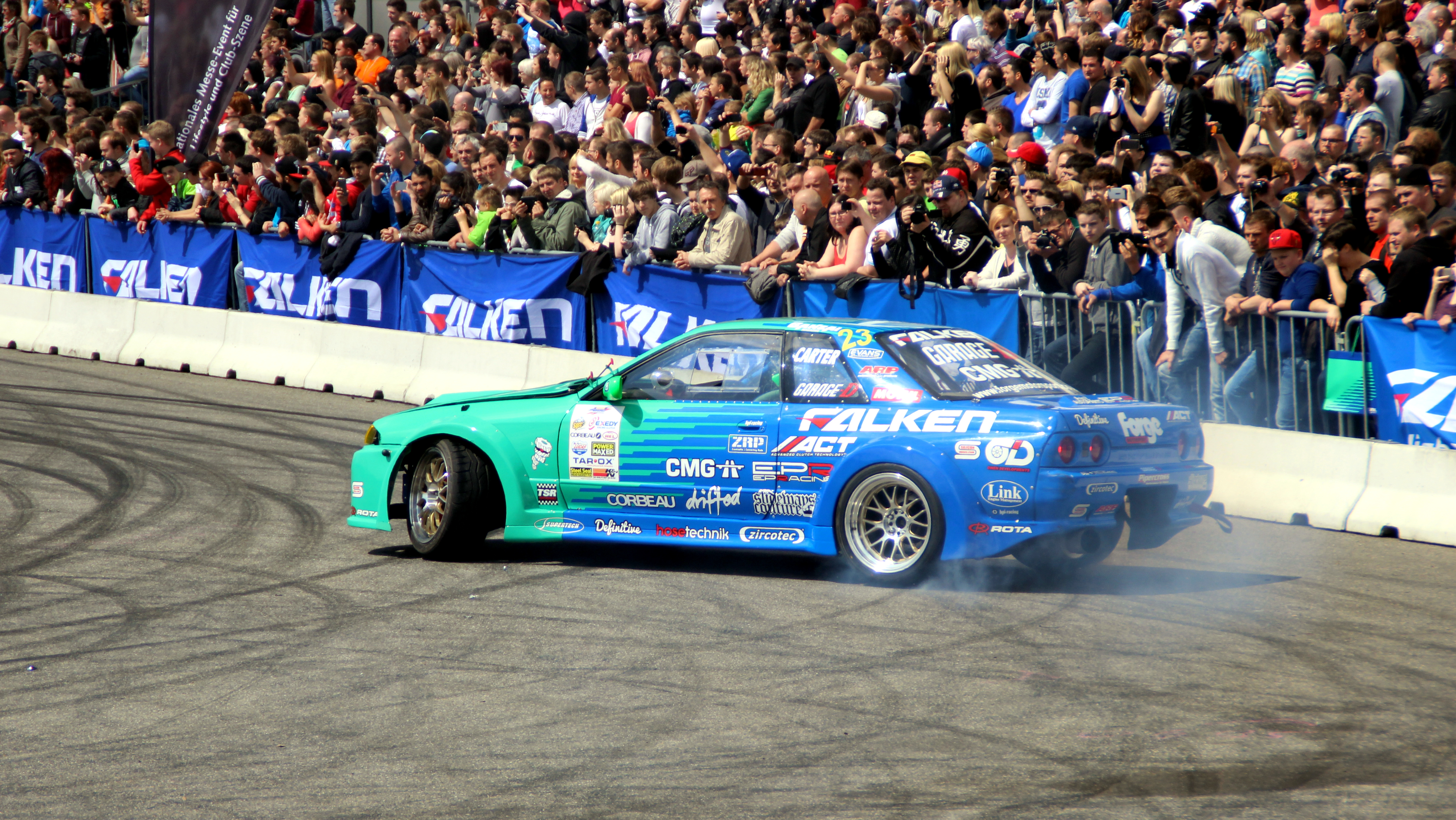
Driftshow bei der Tuning World (2014)

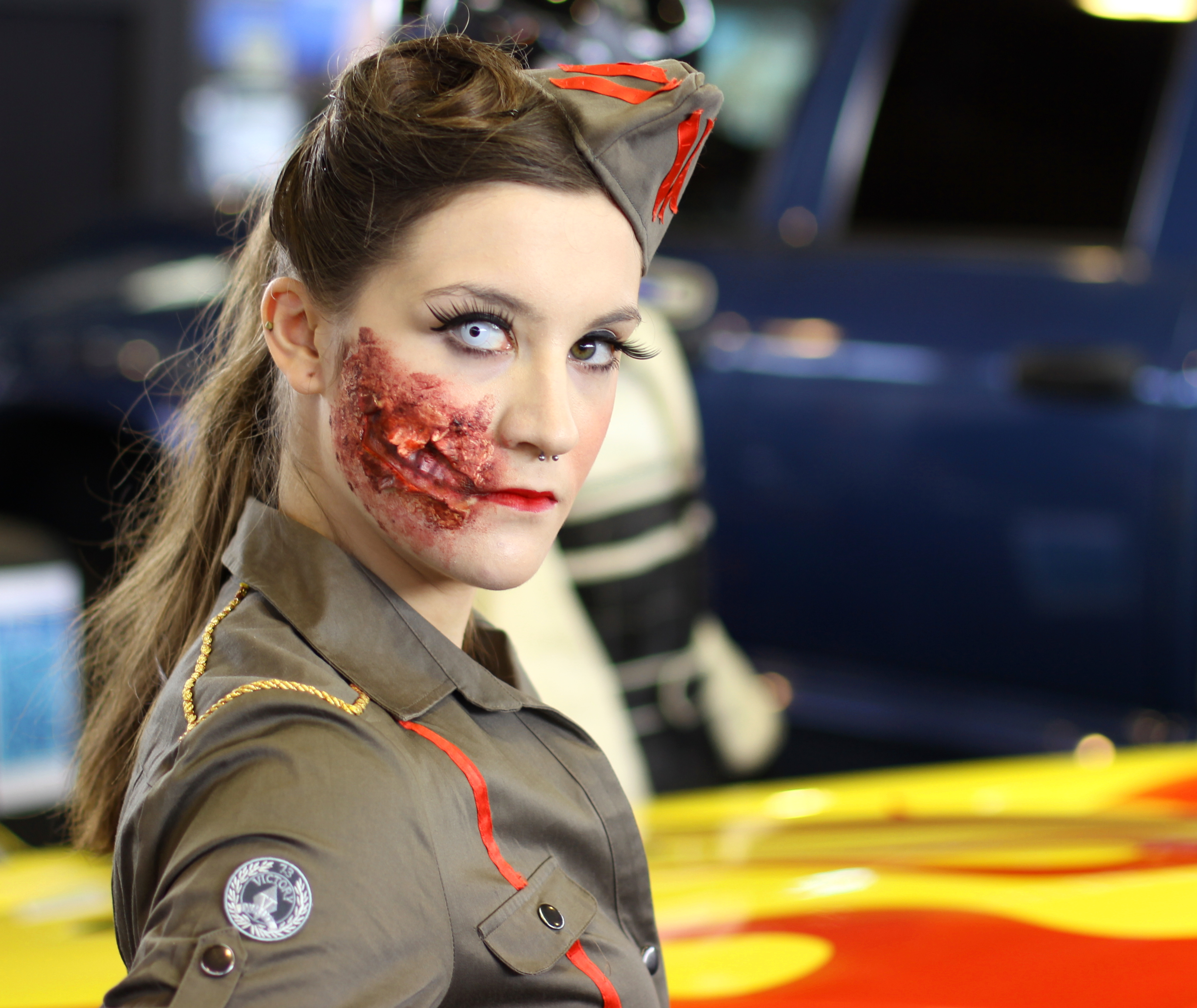
Fotomodelle begleiten oftmals die Ausstellungen der Tuning-Fahrzeuge

Die Tuning World Bodensee ist eine internationale Messeveranstaltung für Fahrzeugtuning. Sie findet seit 2003 auf dem Gelände der Messe Friedrichshafen statt und hat sich seitdem als größte Tuningmesse in Europa etabliert.

## Organisation
Auf der Tuning World stellen die Tuner ihre Fahrzeuge aus. Diese sind unter anderem tiefergelegt, mit Spoilern versehen und auffallend lackiert. Die Innenräume sind meist mit Soundanlage und extravaganten Spielereien versehen. Viele Tuningclubs sind auf der Messe vertreten und ermöglichen Einblicke in die Tuningszene.
Namhafte Hersteller präsentieren auf der Tuning World ihre Deutschland-, Europa- oder Weltpremieren und verkaufen ihre Zubehörteile direkt auf der Messe, deren Besucherzahlen bis 2010 im Steigen begriffen waren.
Mit der Ausstellung Klassikwelt Bodensee hat die Messe Friedrichshafen den Gegenpart Oldtimer im Bereich Zweirad, Flug und Automobil.
In den drei Tagen der ersten Tuning World im Jahr 2003 wurden die Erwartungen der Projektleiter mit 40.000 Besuchern weit übertroffen. 150 Aussteller, 80 Clubs und 1.000 getunte Fahrzeuge bildeten die Grundlage für Partys, Lowrider-Wettbewerbe und die Wahl zur Miss Tuning, die Katharina Kuhlmann gewann.
Im Jahr 2005 besuchten über 93.000 Besucher die Tuning World. Zur Miss Tuning 2005 wurde Nina Ungerer gekürt, die auf dem Werbeplakat für 2006 zu sehen war.
Mit einem Besucherrekord von 111.000 Besuchern wurden 2006 die Erwartungen der Veranstalter übertroffen. Die Messe zeigte sich mit über 1.000 getunten fahrenden Exponaten, mit 256 internationalen Ausstellern und 150 Clubständen. Wie im Jahr zuvor war West Coast Customs zu Besuch, dieses Mal sogar mit eigenem Stand, auf dem sie den Shelby-West Coast Customs Mustang präsentierten, der ab 2006 in einer limitierten Auflage von 25 Exemplaren verkauft werden sollte. Bei der Wahl zur Miss Tuning gewann Janina Kim Heider. Aufgrund der Tuning World staute sich der Verkehr rund um Friedrichshafen bis zu 30 Kilometer, auf der B31 staute es sich bis nach Birnau.

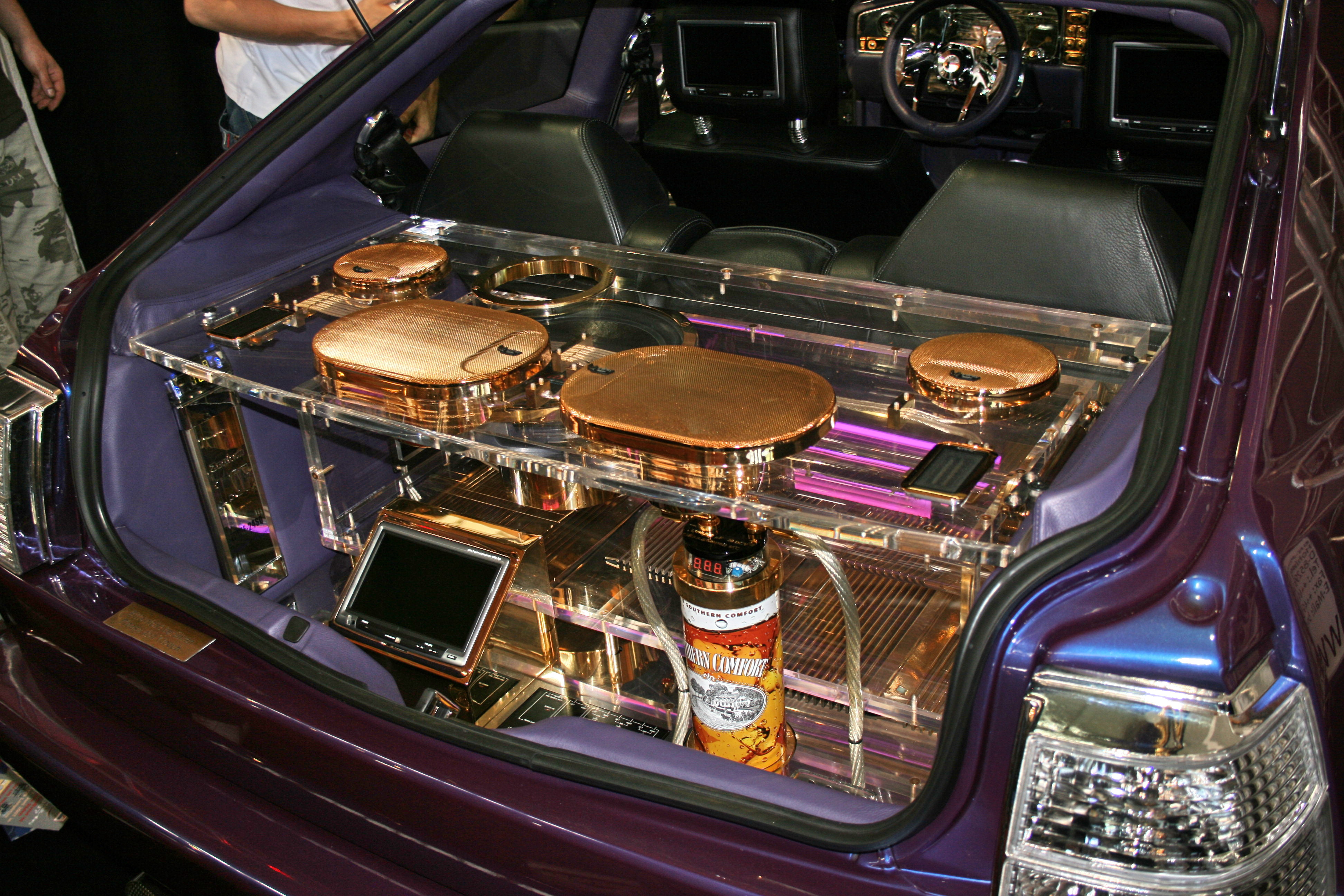
Soundanlage in einem PKW (2007)

Die Messe ging 2007 vier Tage und wurde laut Veranstalter von insgesamt mehr als 100.000 Personen besucht. Am Finale der Wahl zur Miss Tuning 2007 am 1. Mai nahmen 20 Finalistinnen teil. Die Titelgewinnerin war die 22-jährige Silvia Hauten aus Erftstadt. 264 Unternehmen und 150 Clubs hatten 2007 rund 1000 Sportwagen – darunter 26 Weltpremieren und umgebaute Unikate – auf der Tuning-Messe ausgestellt. Neben prominenten Fahrzeugtuning wie West Coast Customs gab es im Außengelände spektakuläre Drift-Shows des britischen Stuntmans Terry Grant zu sehen: neben so genannten „Donuts“ zeigte er auch einen Stuntdrive mit zwei Autos zugleich.
Die Messe ging auch 2008 wie in den folgenden Jahren, über vier Tage. Das Rahmenprogramm bestritten: Drift Champion Olaf Commijs, Moderatorin Lina van de Mars, Jumbo Schreiner, Starmagier Florian Zimmer, Carrera-Weltmeister Andreas Loth, die Breakdance-Gruppe Flying Steps, die Girlband Sistanova und Miss Tuning 2007, Silvia Hauten. Auf der Messe war auch als Deutschlandpremiere die Rinspeed Studie sQuba vertreten. Bei der Wahl zur Miss Tuning 2007 waren 20 Finalistinnen in mehreren Vorrunden bis ins Finale beteiligt. In Abendgarderobe, Lifestyle-Outfit und schließlich im Bikini hatten sie sich dem zu neunzig Prozent männlichem Publikum präsentiert. Die frisch gekürte Miss war die 25-jährige Daniela Grimm aus Goslar. Auf sie warteten nun u. a. mehrere Fotoshootings. Außerdem sollte sie für den Miss-Tuning-Kalender Modell stehen, der jährlich im Herbst erscheint. Die Plätze zwei und drei gingen an Julia Steiner (Worms) und an Linda Schumacher (Uhldingen-Mühlhofen).
Am Donnerstag und Freitag präsentierte sich 2010 auch Jumbo Schreiner auf der Tuning World Bodensee. Erstmals fand die Tuning World 2011 nicht an einem langen Wochenende mit Feiertag und Brückentag statt.
Lina van de Mars, Katharina Kuhlmann, Remmo Nieze (Drift-Europameister), Timo Scheider, Lucy Diakovska, Herb Martinez (Pinstriping-Ikone) sowie Silvia Hauten (Playboymodell) waren 2012 zeitweise ebenfalls auf der Messe vertreten und 2013 waren auch Evil Jared (Bloodhound Gang), Robert Christian Jäger (schnellster Dragbiker Deutschlands) sowie Sophia Thomalla (Fernsehschauspielerin) zeitweise anwesend.
2013 hatten sich insgesamt 500 Frauen für die Miss-Tuning-Wahl beworben.
Spannungen im Leitungsteam der Messe Friedrichshafen sorgten dafür, dass der Projektleiter Dirk Kreideweiss nach 22 Jahren zurücktrat und ohne neuen Job kündigte.

## Entwicklung der Besucherzahlen
| Jahr                      | Besucher | Aussteller | Clubstände |
| ------------------------- | -------- | ---------- | ---------- |
| 2024                      | 109.500  |            |            |
| 2023                      | 95.600   |            |            |
| 2022 (26.–29. Mai)        | 87.300   |            |            |
| 2019 (3.–5. Mai)          | 82.300   |            |            |
| 2018 (10.–13. Mai)        |          |            |            |
| 2017 (28. April – 1. Mai) | 109.200  | 203        | 154        |
| 2016 (5.–8. Mai)          | 103.800  |            |            |
| 2015                      | 103.320  | 202        |            |
| 2014 (1.–4. Mai)          |          | 200        | 152        |
| 2013 (9.–12. Mai)         | 90.000   |            |            |
| 2012                      | 95.300   |            |            |
| 2011                      | 87.000   |            |            |
| 2010                      | 104.800  |            |            |
| 2009                      | 107.500  |            |            |
| 2008                      | 100.000  |            |            |
| 2007                      | 100.000  |            |            |
| 2006                      | 111.000  | 256        | 150        |
| 2005                      | 93.000   |            |            |
| 2004                      | 60.000   |            |            |
| 2003                      | 40.000   | 150        | 80         |

## Wahl zur „Miss Tuning“

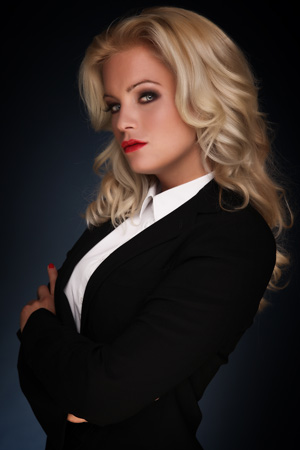
Katharina Kuhlmann (Miss Tuning 2003) bei Fotoaufnahmen für die Tuning World 2009

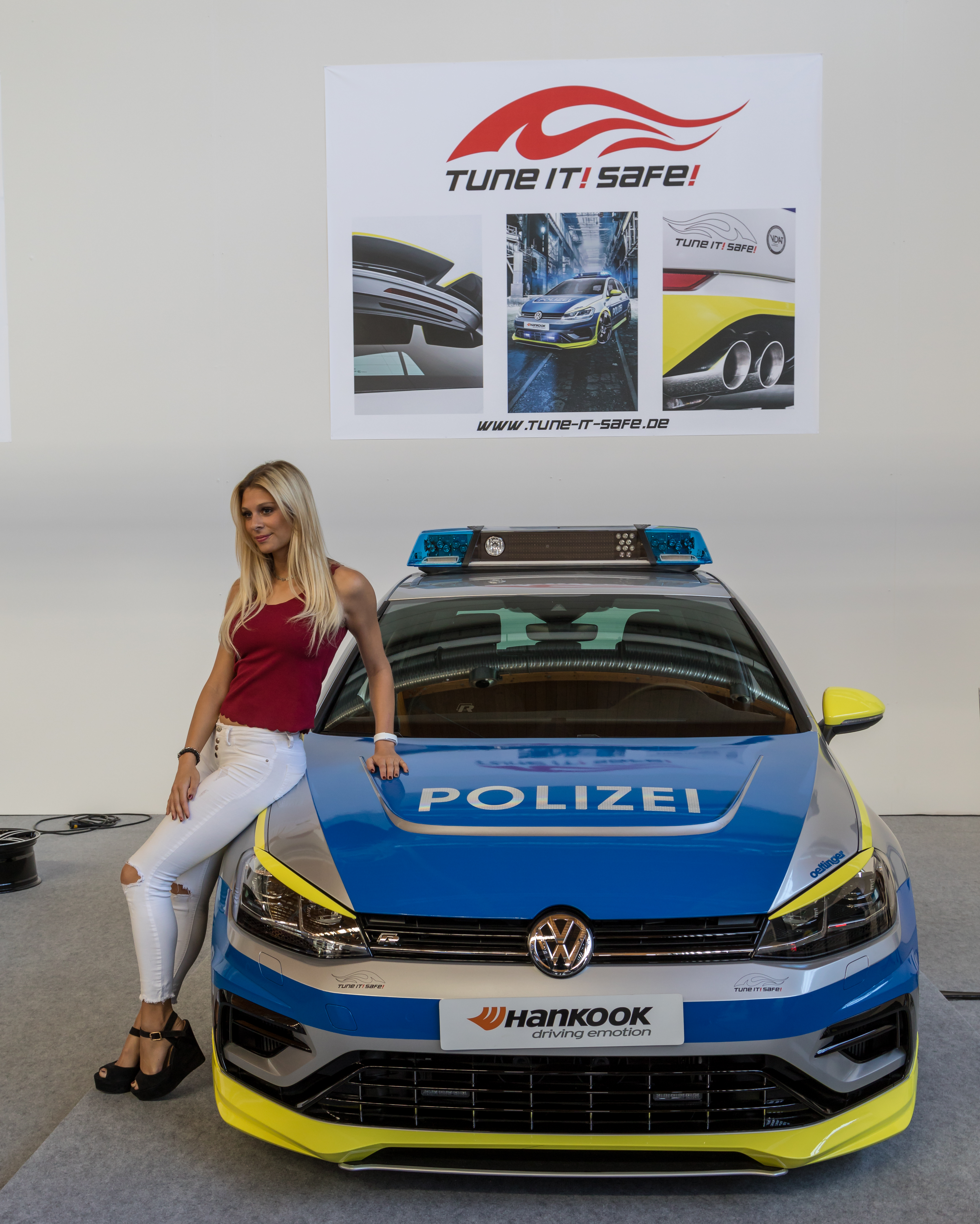
Miss Tuning 2017 mit dem Tune it safe!-Fahrzeug 2018 auf der Tuning World Bodensee 2018

Jedes Jahr wurde auf der Messe die zukünftige Miss Tuning, die „Repräsentantin“ der europäischen Tuningbranche, von einer Jury gekürt.
Seit 2022 wird keine weitere „Miss Tuning“ mehr gekürt.
| Jahr | Miss Tuning                                          |
| ---- | ---------------------------------------------------- |
| 2019 | Vanessa Knauf (Darmstadt)                            |
| 2018 | Laura Fietzek (Saarlouis)                            |
| 2017 | Vanessa Schmitt (Bruchsal)                           |
| 2016 | Julia Oemler (Halle an der Saale)                    |
| 2015 | Liane Günter                                         |
| 2014 | Veronika Klimovits (Berlin)                          |
| 2013 | Leonie Hagmeyer-Reyinger (Schlier)                   |
| 2012 | Frizzi Arnold (Chemnitz)                             |
| 2011 | Mandy Lange (Wandlitz, Brandenburg)                  |
| 2010 | Kristin Zippel (Mering, Landkreis Aichach-Friedberg) |
| 2009 | Martina Ivezaj (Markt Wald, Landkreis Unterallgäu)   |
| 2008 | Daniela Grimm                                        |
| 2007 | Silvia Hauten                                        |
| 2006 | Janina Kim Heider                                    |
| 2005 | Nina Ungerer                                         |
| 2004 | Sarah Zöllner                                        |
| 2003 | Katharina Kuhlmann (Hannover)                        |

## Messe T-Shirt
Bereits seit 2012 veranstaltet die Tuning World Bodensee im Vorab über deren Social-Media-Kanäle eine Abstimmung über das jährliche Messe T-Shirt. Dabei können Fans ihre eigenen Entwürfe einsenden. Nach einem Vorentscheid der Jury dürfen die Fans dann eine Woche lang für ihren Favoriten abstimmen. Dabei zählt nicht nur die Anzahl der Likes, sondern auch die Anzahl und der Inhalt der Kommentare. Die Gewinner werden nicht öffentlich namentlich genannt. Das T-Shirt gibt es dann vor Ort und teilweise auch online zu kaufen.